# Joaquim Ros i Bofarull
Joaquim Ros i Bofarull (Barcelona, 1906 - ídem, 1991) fou un escultor i xilògraf català. Format en l'Escola Superior de Bells Oficis, de la Mancomunitat de Catalunya, amb Francesc d'Assís Galí, i a París amb Pau Gargallo, que ja havia estat també mestre seu a Barcelona. Participà en les Exposiciones de Primavera de Barcelona dels anys 1930. Les seves obres, d'estil noucentista, tendeixen a l'estilització. Col·laborà en l'obra del tron de la Mare de Déu (1947) per al Monestir de Montserrat, i realitzà el Monument a Miquel Biada i Bunyol (1948) a Mataró, ciutat on va fer nombroses obres per a l'església parroquial de Santa Maria. Autor dels grups de l'Adoració dels Reis i l'Adoració dels pastors per a la façana del Naixement del Sagrada Família (1981-1982). Com a xilògraf la seva obra es circumscriu als seus primers anys d'activitat, i és un dels exemples més evidents del gravat noucentista català. Una part representativa de la seva obra es recull del Museu de Montserrat i els seus dibuixos, estampes, documents i fotografies foren donats per la seva família a la Biblioteca de Catalunya a Barcelona.
Pare del també escultor Joaquim Ros i Sabaté (Barcelona, 1936).

## Obres destacades

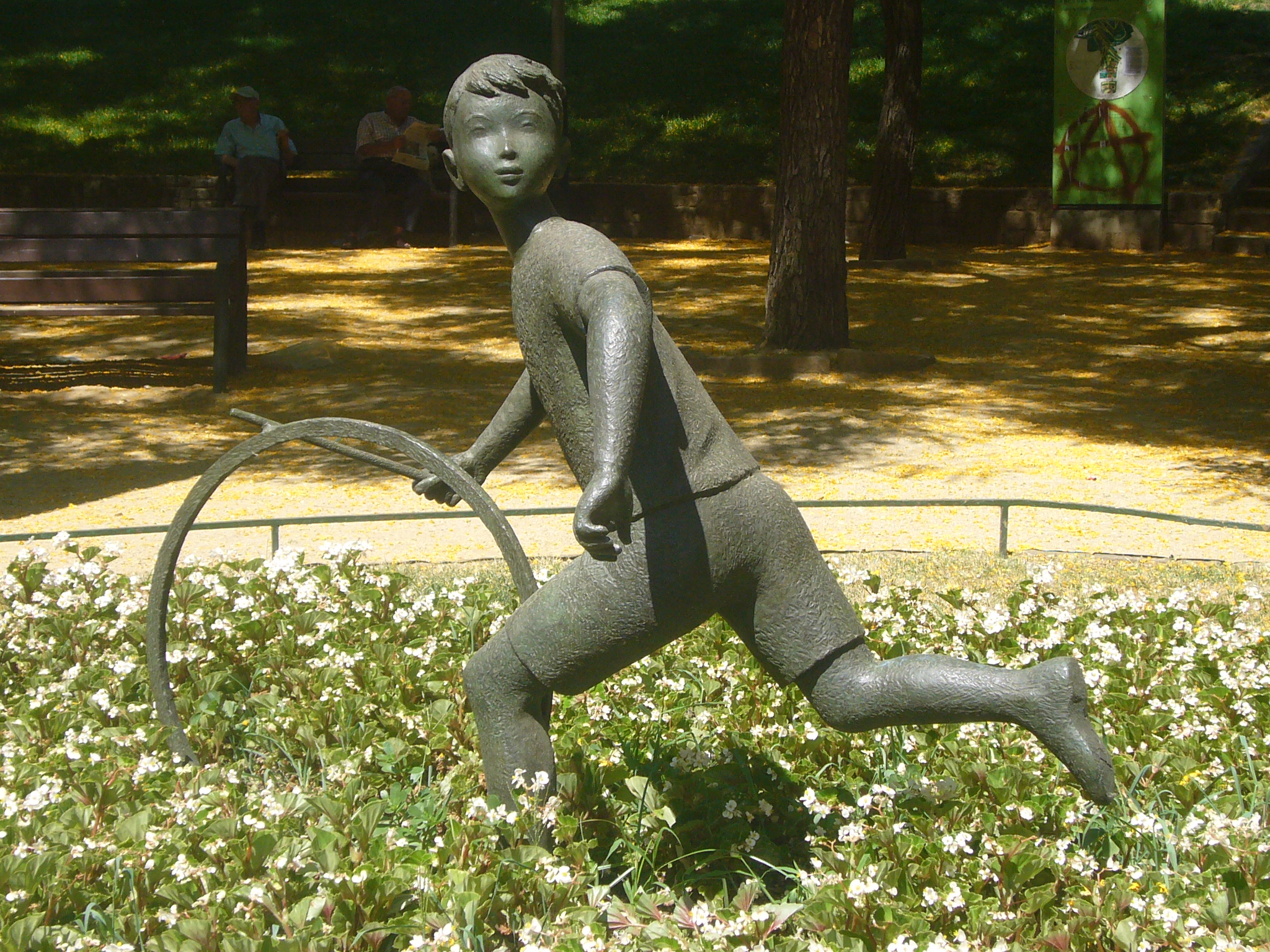
El Nen de la Rutlla, a l'entrada del Parc del Guinardó (1961)
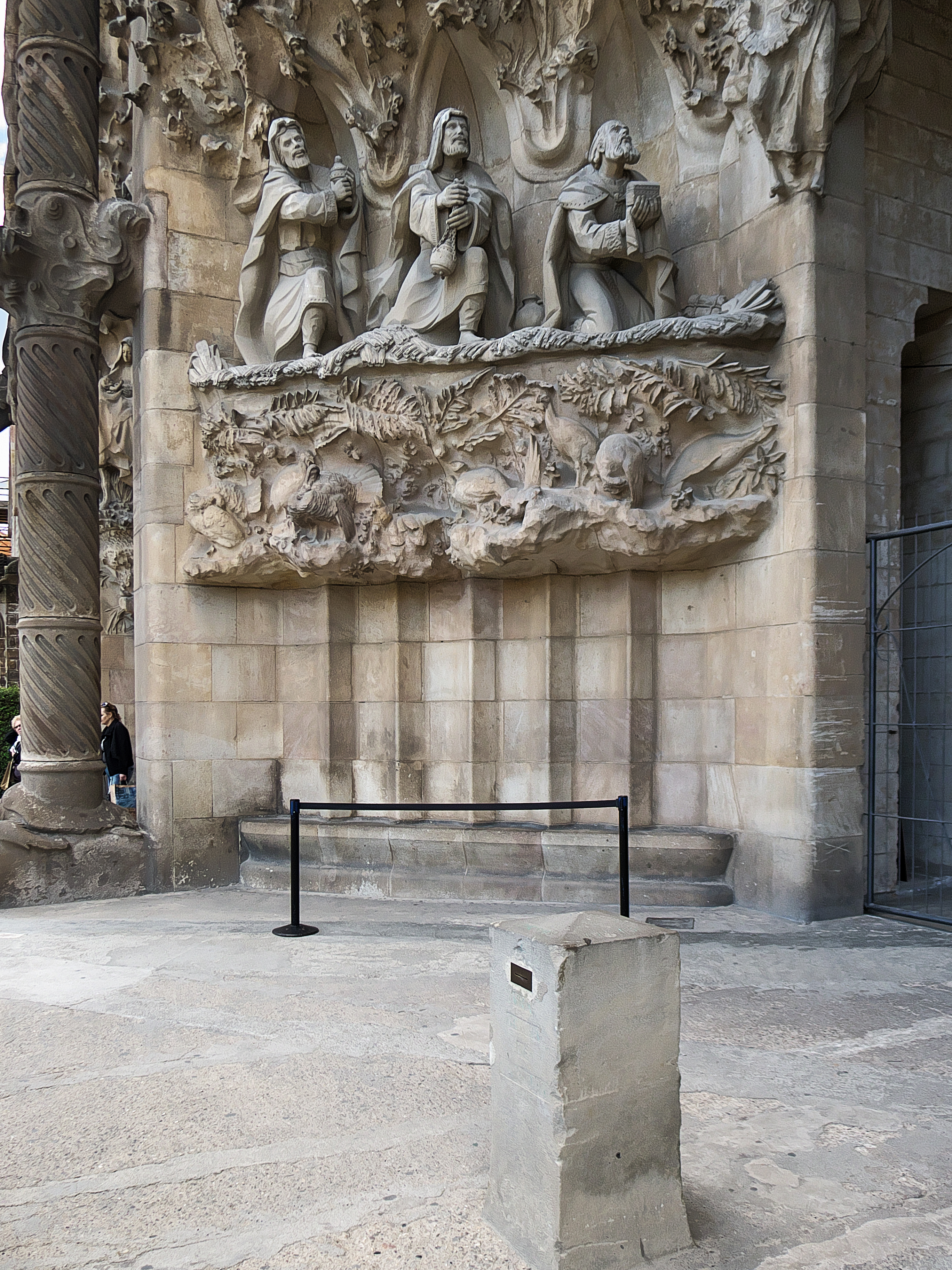
Escultura Adoració dels reis d'Orient a la Porta de la Caritat de la Sagrada Família (1982)
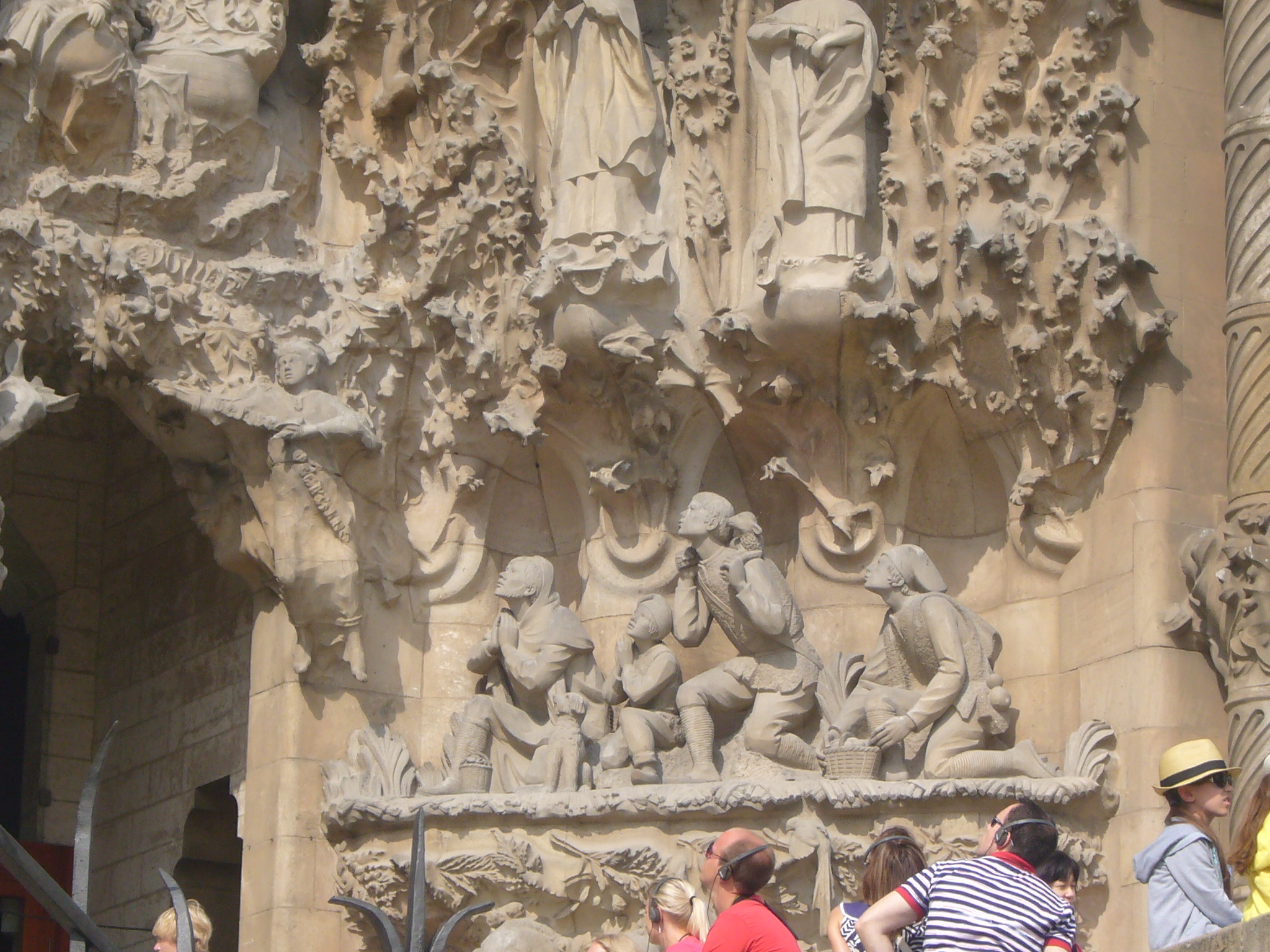
Escultura Adoració dels pastors a la Porta de la Caritat de la Sagrada Família (1981)